# Jessientukskaja
Jessientukskaja (ros. Ессентукская) – stanica w Rosji, w Kraju Stawropolskim, ośrodek administracyjny rejonu przedgórskiego. W 2010 liczyła 20 166 mieszkańców.

## Urodzeni
- Nikołaj Kułakow